# Suzanne David Hall
Pour les articles homonymes, voir David (patronyme) et Hall.
Suzanne David Hall (23 janvier 1927 - 7 juillet 2011) est une espionne pour la résistance française durant la Seconde Guerre mondiale, alors qu'elle est encore adolescente. Pendant sa formation de chanteuse d'opéra, elle relaye des messages qui contribuent au débarquement allié en Normandie. Un roman de Kimberly Brubaker Bradley, For Freedom: The Story of a French Spy, sorti en 2003, est basé sur une série d'entretiens avec Suzanne Hall.

## Biographie
Hall est née le 23 janvier 1927 à Cherbourg (Cherbourg-Octeville en 2000, puis commune déléguée dans Cherbourg-en-Cotentin depuis 2016), d'Étienne et de Désirée LeDoux David.
D'après le livre de Bradley, la conviction de Hall de se battre pour la France commence le jour où elle se trouve  à la plage avec sa meilleure amie Yvette. Ils y rencontrent l'amie de la mère d'Yvette, Madame Montagne, qui est enceinte d'un deuxième enfant. Après quelques minutes de conversation, les avions allemands bombardent toute la plage et le centre-ville. Lorsque Yvette et Suzanne peuvent enfin lever les yeux, elles trouvent Madame Montagne gisant morte avec son petit enfant également mort à ses côtés. C'était le mercredi 29 mai 1940. Suzanne a alors 13  ans. Yvette a également été gravement blessée. Elle ne s'en est jamais remise.
Plus tard, les Allemands forcent Suzanne et sa famille à quitter leur maison pour un appartement miteux. Ils l'utilisent, ainsi que d'autres maisons de sa rue, comme « base ». Trois ans plus tard, les Allemands abandonnent  la maison, et Suzanne et sa famille peuvent y revenir. Tous leurs biens ont été vendus ou détruits.
Deux ans après le bombardement de la plage, Suzanne se blesse. Faute de médicaments, un abcès se déclare et elle doit consulter son médecin, le Dr Leclerc. Comme elle est avec son professeur de chant à l'époque, le Dr Leclerc lui demande si elle voyage beaucoup pour chanter. Elle répond qu'elle ne va qu'en Normandie mais qu'elle se rendra bientôt à Paris. Le médecin lui confie qu'il est également combat l'occupation allemande et lui demande si elle ne souhaite pas elle aussi aider la Résistance française.
Suzanne n'a jamais dit son nom à aucun des autres espions. Pour eux, elle est l'espion numéro 22, le 22e à Cherbourg, où elle vit. Tous les autres espions qu'elle rencontre ont aussi un numéro. Elle n'a jamais connu leurs noms. Elle n'a jamais connu que le nom du Dr Leclerc.
À 17 ans, Suzanne est capturée par les Allemands. Interrogée pendant des heures, elle ne parle pas. Elle est sauvée par le débarquement allié.
Peu après, elle apprend par un autre résistant capturé, le numéro 14, que tous les autres ont avoué et ont été tués. Le Dr Leclerc et sa famille ont été abattus dans la rue. Pour son courageux service pendant la guerre, Suzanne reçoit la Croix de Lorraine des mains du général Charles de Gaulle.
Hall épouse le soldat américain Larson Hall, qu'elle suit aux États-Unis : ils ont un fils et une fille.
Elle décéde le 7 juillet 2011 à Kingsport, Tennessee, après y avoir vécu pendant 64 ans.